# Élie Dupuis
Élie Dupuis est un chanteur et musicien québécois. Il est né le 8 septembre 1994 et vit à Repentigny.

## Biographie
Élie Dupuis a commencé le piano en 2004, à l'âge de 10 ans. Il s'est très vite passionné pour cet instrument pour lequel il s'est révélé particulièrement doué.
Trois ans plus tard, en février 2007, Élie enregistre une démo contenant un medley réalisé par ses propres soins pour l'envoyer à l'émission La Fureur diffusée par la chaîne de télévision Radio-Canada. Il est alors invité le 24 février pour chanter sur le plateau de l'émission.
À la suite de sa prestation remarquée, la cinéaste Léa Pool lui propose un des rôles principaux de son film Maman est chez le coiffeur. Il est également approché par la chaîne Méga TFO pour laquelle il anime treize volets de Cinémission.
Toujours en 2007, il est invité au Téléthon Opération Enfant-Soleil où il fait la rencontre d'Annie Villeneuve qui lui donnera ses premiers cours de chant. Il la rejoindra sur scène à Charlemagne à l'occasion d'un duo.
Il se produit régulièrement sur la scène du Théâtre Hector-Charland, entre autres au profit de la Fondation des Auberges du Cœur, un organisme qui héberge des jeunes sans abri ou en difficulté.
Élie se dit « enchanté » de vivre une telle expérience auprès de professionnels qui, comme lui, « vibrent pour l'art. »
Depuis ses débuts, Elie participe régulièrement aux téléthons où il a, par exemple, fait un duo avec Marjo. En 2009 et 2010, il est mis en vedette dans quelques publicités télévisées de VRAK.TV.
Fin 2010, il fut l'invité de Stéphane Côté qui lui confia plusieurs "première parties" ainsi que des duos. Ensuite en 2011, c'est au tour de Mario Pelchat de lui demander de faire sa première partie en remplacement de Brigitte Boisjoli, à plusieurs reprises.
Élie a obtenu son diplôme au Collège de l'Assomption en juin 2011.
En 2014, Élie participe à La Voix et Marc Dupré le recrute comme dernier membre de son équipe.
Il fait paraître un premier EP de compositions originales en octobre 2018, sur lequel collabore Daniel Beaumont à l'écriture.

## Discographie
- Maman est chez le coiffeur - 2008 (bande-originale du film de Léa Pool)

## Filmographie
- Léa Pool, Maman est chez le coiffeur (2008)

## Actualité
- Diffusion du film Maman est chez le coiffeur de Léa Pool le vendredi 3 juillet 2010 à 20h30 sur Arte
- Concert avec Stéphane Côté le jeudi 11 novembre à 20h au Studio-théâtre de la Place des Arts (Québec)
- Première partie de Stéphane Côté le vendredi 3 décembre au Vieux Palais de Justice de L'Assomption (Québec)